# Squalus
Squalus é um gênero de tubarão da família Squalidae.

## Espécies
Vinte e seis espécies são reconhecidas para o gênero:
- Squalus acanthias Linnaeus, 1758
- Squalus acutirostris Y. T. Chu, Q. W. Meng & S. Li, 1984
- Squalus albifrons Last, W. T. White & Stevens, 2007
- Squalus altipinnis Last, W. T. White & Stevens, 2007
- Squalus blainville (A. Risso, 1827)
- Squalus brevirostris Tanaka, 1917
- Squalus bucephalus Last, Séret & Pogonoski, 2007
- Squalus chloroculus Last, W. T. White & Motomura, 2007
- Squalus crassispinus Last, Edmunds & Yearsley, 2007
- Squalus cubensis Howell-Rivero, 1936
- Squalus edmundsi W.T. White, Last & Stevens, 2007
- Squalus formosus W. T. White & Iglésias, 2011
- Squalus grahami W. T. White, Last & Stevens, 2007
- Squalus griffini Phillipps, 1931
- Squalus hemipinnis W. T. White, Last & Yearsley, 2007
- Squalus japonicus Ishikawa, 1908
- Squalus lalannei Baranes, 2003
- Squalus megalops (Macleay, 1881)
- Squalus melanurus Fourmanoir & Rivaton, 1979
- Squalus mitsukurii Jordan & Snyder, 1903
- Squalus montalbani Whitley, 1931
- Squalus nasutus Last, L. J. Marshall & W. T. White, 2007
- Squalus notocaudatus Last, W. T. White & Stevens, 2007
- Squalus rancureli Fourmanoir & Rivaton, 1979
- Squalus raoulensis Duffy & Last, 2007
- Squalus suckleyi (Girard, 1854)
- Squalus uyato Rafinesque, 1810